# Eriostemon banksii
Eriostemon banksii är en vinruteväxtart som beskrevs av Allan Cunningham och Stephan Ladislaus Endlicher. Eriostemon banksii ingår i släktet Eriostemon och familjen vinruteväxter. Inga underarter finns listade i Catalogue of Life.